# Gil Antônio Moreira
Gil Antônio Moreira (Itapecerica, 9 de outubro de 1950) é um bispo católico brasileiro, atual arcebispo metropolitano de Juiz de Fora.

## Vida pregressa
Segundo dos oito filhos de Antônio Moreira e Maria Teresa Mendes Moreira, Gil Antônio Moreira ingressou com onze anos no Seminário Menor São José, de Divinópolis. Nessa cidade, colou grau em Letras e Filosofia, indo depois para Belo Horizonte, onde se formou em Teologia pela PUC-MG. Foi ordenado diácono no dia 9 de julho de 1973 em Divinópolis e presbítero no dia 18 de dezembro de 1976, em Itapecerica, pelas mãos de Dom Cristiano Portela de Araújo Pena.

## Sacerdócio
Foi Vigário Paroquial da Paróquia São Bento em Itapecerica, de 1976 a 1980; Pároco de São Joaquim de Bicas em Igarapé, de Santo Antônio em Mateus Leme e do Sagrado Coração de Jesus de Santanense em Itaúna. Nos primeiros anos de seu sacerdócio, foi missionário por seis meses na Prelazia de Tefé, Igreja-Irmã da Diocese de Divinópolis. Reitor do Seminário Maior de Divinópolis por doze anos; Reitor do Seminário Maior Maria Mãe da Igreja de Campo Grande por três anos.
Coordenador Diocesano de Pastoral Vocacional em Divinópolis (1976-1989); Coordenador Regional de Pastoral Vocacional no Regional Leste 2 (1980-1984); Membro do CRC (Comissão Regional do Clero) no Regional Leste 2 (1980-1988); Membro do CNC (Comissão Nacional do Clero) (1984-1988); Pároco da Paróquia Sagrado Coração de Jesus em Itaúna (1992-1993 e 1997).
É Mestre em História da Igreja pela Pontifícia Universidade Gregoriana de Roma. Fez cursos de especialização para Formador em Toluca e em Viamão. Como Professor, lecionou História da Igreja, Catequética, Metodologia Pastoral, Liturgia e Sacramento da Penitência. Por vários anos, ensinou também Português, Literatura e Desenho Geométrico em escolas de ensino fundamental e médio. Entre os anos 1997 e 1999, foi Subsecretário-Geral da CNBB, em Brasília, ao lado de Dom Raymundo Damasceno Assis, Secretário-Geral.

## Episcopado
Nomeado Bispo Auxiliar de São Paulo em 14 de julho de 1999 pelo Papa João Paulo II. Sagrado bispo no dia 16 de outubro de 1999 na Igreja Matriz de São Bento em Itapecerica, pelas mãos do Núncio Apostólico no Brasil, Dom Alfio Rapsarda, assistido por Dom Cláudio Hummes e Dom Cristiano Portela de Araújo Pena. Seu lema episcopal é Scis Amo Te (Senhor, sabes que Te amo).
Exerceu diversas atividades como bispo auxiliar de São Paulo: coordenações da equipe de formação dos diáconos permanentes de São Paulo e de Pastoral Vocacional Arquidiocesana; responsável pelos Seminários Arquidiocesanos de São Paulo, pela Pastoral e evangelização da juventude; assistente da RCC na arquidiocese e ocupou o cargo de presidência da Comissão de Bens Culturais da Arquidiocese. No Regional Sul 1 da CNBB, foi membro da Comissão de Cultura, presidente da Comissão Regional em Defesa da Vida e responsável pela Comissão Regional dos Bens Culturais da Igreja. No âmbito nacional, foi suplente para o Conselho Permanente pelo mesmo Regional.
Em 7 de janeiro de 2004 foi nomeado Bispo Diocesano de Jundiaí, sendo instalado a 15 de fevereiro. Colaborou e incentivou a reforma do palácio espiscopal, seminário diocesano. Foi grande promotor das vocações e do serviço laical na diocese.
No dia 24 de maio de 2007 foi nomeado, pelo Papa Bento XVI, como membro da Congregação para a Educação Católica no Vaticano. Na CNBB, foi coordenador da Comissão Nacional de Comemorações dos 50 anos do Concílio Vaticano II.
Participa ativamente de diversas atividades relacionadas a preservação dos Bens Patrimoniais da Igreja. É membro do CONDEPHAAT do Estado de  São Paulo (Conselho de Defesa do Patrimônio Histórico, Arqueológico, Artístico e Turístico).
Em 28 de janeiro de 2009, o Papa Bento XVI o nomeou para Arcebispo de Juiz de Fora. Tomou posse em 28 de março seguinte, na Catedral Metropolitana de Santo Antônio. Recebeu o pálio de arcebispo na Basílica de São Pedro no dia 29 de junho de 2009, Festa dos Apóstolos São Pedro e São Paulo em Roma pelas mãos do Papa Bento XVI.
Entre junho 2015 e 2023, Dom Gil foi Presidente da Comissão Episcopal para a Comunicação Social e Cultura do Regional Leste 2 da CNBB. No Regional, ainda atuou como Presidente da Comissão de Bens Culturais da Igreja de 2012 a 2015 e como Vice-Presidente da mesma comissão até 2023. Atualmente, Dom Gil é o Vice-Presidente da Comissão para os Bens Culturais da Igreja no Regional Leste 2 e o Assistente Espiritual Nacional do movimento mariano Terço dos Homens, bispo referencial indicado pela CNBB.